# 小行星1348
小行星1348（1348 Michel）是一颗围绕太阳公转的小行星。1933年3月23日，西維恩·阿蘭德在于克勒发现了此天体。
該小行星以發現者的兒子米歇爾·阿倫德（Michel Arend）命名。
这颗小行星的绝对星等为17.67273849685039等。